# Syedra nigrotibialis
Syedra nigrotibialis är en spindelart som beskrevs av Simon 1884. Syedra nigrotibialis ingår i släktet Syedra och familjen täckvävarspindlar. Inga underarter finns listade i Catalogue of Life.